# かじ町プラザ

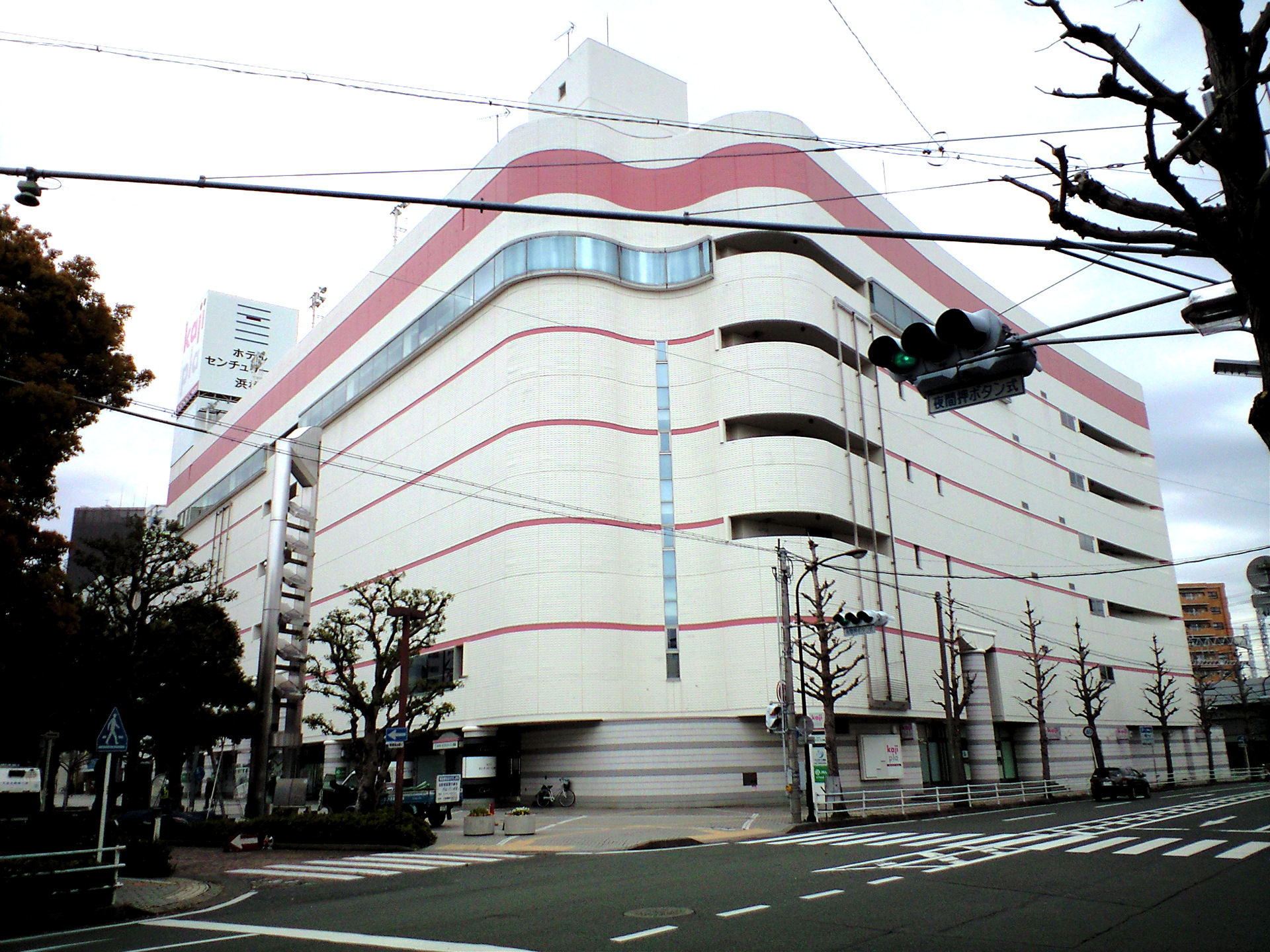
かじ町プラザ

かじ町プラザ（かじまちプラザ）は、静岡県浜松市中央区鍛冶町にある複合商業施設である。

## 概要
イトーヨーカドー浜松駅前店として、1987年（昭和62年）7月2日に開店し、「浜松ショッピングプラザ」の核店舗として売り場面積は約16,700m2で出店していたが、郊外へ相次いで競合する大型店が出店したことなどで売り上げが伸び悩んだことから 2007年1月14日に閉店した。
跡地利用について大和ハウス工業が商業施設とホテル、マンションで構成するツインタワーとする計画が浮上したが、不動産会社セボンも跡地をマンションに建て替える計画を立ち上げ、土地建物の権利を巡って対立した。また中堅不動産会社ジョイント・コーポレーションや地元の建設業コウノイケなども取得を目指し、事業者の選定が難航した。しかし2008年のリーマン・ショック以降の市況の悪化や、前出のセボン、ジョイントコーポレーションの経営破綻により跡地利用が宙に浮く状態となった。その後、地元の不動産会社アサヒコーポレーション（以下、アサヒ社）が取得、改装し商業施設とした。
2009年には1階には食品スーパーパレマルシェが出店したが、僅か半年足らずで撤退した。
その後JRAの場外勝馬投票券発売所を開設する計画が浮上した。浜松市中心街では活性化の起爆剤になるとして鍛冶町地区の商店主が賛成する一方、かじ町プラザの一部地権者や周辺住民、近隣の一部商店街が風紀悪化の懸念を理由に反対をした。最終的には有料会員制且つ週末のみの営業で治安悪化などの問題はないとして、かじ町プラザが立地する鍛冶町自治会が開設を了承し、2011年8月にエクセル浜松が開設された。
その後も南関東公営競馬（川崎競馬・大井競馬・船橋競馬・浦和競馬）の場外馬券場が計画され、2013年2月には川崎競馬場により会員制のジョイホース浜松が開設されることになった。

## 歴史
- 1987年（昭和62年）7月2日 - イトーヨーカドー浜松駅前店開店
- 2007年（平成19年）1月14日 - イトーヨーカドー浜松駅前店閉店
- 2009年（平成21年）5月14日 - パレマルシェ開店
- 2009年（平成21年）7月1日 - ホテルセンチュリーイン浜松開店
- 2009年（平成21年）12月6日 - パレマルシェ閉店
- 2011年（平成23年）8月13日 - エクセル浜松開設
- 2013年（平成25年）2月25日 - ジョイホース浜松開設
- 2016年（平成28年）3月31日 - ホテルセンチュリーイン浜松閉店
- 2016年（平成28年）4月1日 - ホテルリブマックス浜松駅前開店
- 2016年（平成28年）6月29日 - 中ノ庄開店
- 2016年（平成28年）11月26日 - アサヒグループが本社移転
- 2023年（令和5年）1月6日 - ジョイホース浜松が営業終了[4]

## フロア構成
- 6階 ホテルリブマックス浜松駅前
- 5階 アサヒグループ本社事務所
- 4階 エクセル浜松（主に土日営業）
- 3階 XCUBE
- 2階 空きフロア
- 1階 中ノ庄、株式会社アトラック
- 地階 空きフロア